# Лејк Бентон (Минесота)
Лејк Бентон (енгл. Lake Benton) град је у америчкој савезној држави Минесота.

## Демографија
По попису из 2010. године број становника је 683, што је 20 (-2,8%) становника мање него 2000. године.
| Група             | 2000.       | 2010.       |
| Белци             | 687 (97,7%) | 673 (98,5%) |
| Афроамериканци    | 0 (0,0%)    | 1 (0,1%)    |
| Азијати           | 2 (0,3%)    | 0 (0,0%)    |
| Хиспаноамериканци | 5 (0,7%)    | 2 (0,3%)    |
| Укупно            | 703         | 683         |